# Stefan Tietz
Stefan Tietz (ur. 11 marca 1965 w Papowie Toruńskim) – polski żużlowiec.
Licencję żużlową zdobył w 1983 roku. W latach 1983–1992 startował w rozgrywkach z cyklu drużynowych mistrzostw Polski, reprezentując kluby Apator Toruń (1983–1990) oraz GKM Grudziądz (1992). Trzykrotnie zdobył medale DMP: dwa złote (1986, 1990) oraz brązowy (1983).
W 1985 zdobył w Toruniu tytuł młodzieżowego drużynowego mistrza Polski. W tym samym roku zakwalifikował się do rozegranego w Lublinie finału młodzieżowych indywidualnych mistrzostw Polski, zajmując VIII miejsce. Dwukrotny finalista "Brązowego Kasku" (Ostrów Wielkopolski 1983 – VIII m., Bydgoszcz 1984 – IV m.) oraz finalista "Srebrnego Kasku" (1986 – VII m.).